# 목타르 다하리
다토 모흐드 목타르 빈 다하리(말레이어: Dato' Mohd Mokhtar bin Dahari, 1953년 11월 13일~1991년 7월 11일)는 말레이시아의 축구 선수로 현역 시절 포지션은 공격수이다. 말레이시아 축구 역사상 최고의 공격수로 1970년대에 말레이시아의 최고의 축구 선수로 알려져 있다. 뛰어난 득점 능력을 바탕으로 1970년대와 80년대에 말레이시아 축구 대표팀의 공격진을 책임졌으며, 여러 아시아 국제 대회에서 두각을 드러냈다. 특히 스피드에 뛰어나 많은 말레이시아의 후배 선수들이 그의 플레이를 따라하기도 하였다.
슈퍼모흐(SuperMokh)라는 별명으로도 유명하며 말레이시아 대표로 85골을 넣었으며, 말레이시아 대표팀 최다 A매치 득점자이기도 하다.

## 어린 시절
현재의 쿠알라룸푸르에 해당하는 슬랑오르주의 스타팍에서 다하리 아벵과 아미나 빈티 샤리칸의 장남으로 태어났다. 아버지인 다하리는 대형트럭 운전기사였으며 집안은 그리 부유하지 않았다. 목타르는 어린 시절부터 축구, 세팍타크로, 배드민턴을 즐기면서 운동에 두각을 드러냈고, 11세 때 가족들과 함께 쿠알라룸푸르의 캄풍 판단이라는 마을로 이사했으며, 빅토리아 학교에 입학했다. 빅토리아 학교 재학 시절 당시의 그는 학교 축구팀에서 두각을 드러냈고, 졸업 후에 슬랑오르 FA의 유소년팀에 입단했다.

## 클럽 경력
슬랑오르 유소년팀에 입단한 그는 번리 유스컵 대회에서 팀의 우승에 기여했고, 이 대회에서의 활약으로 슬랑오르 FA의 성인 클럽에 입단하였다. 당시 말레이시아 축구 리그는 프로 리그가 아닌 아마추어 리그로 운영되었기 때문에 목타르는 낮에 슬랑오르주 개발공사 직원으로 일하고 밤에 축구 선수 생활을 하였다. 슬랑오르 선수로서의 첫 시즌인 1972년에는 말레이시아 리그 득점왕에 오르는 등 크게 활약하였으며, 그 후에도 슬랑오르의 주전 공격수로 활약하여 여러 타이틀을 획득하였다. 특히 "슈퍼모흐"라는 별명으로 유명세를 떨친 목타르를 중심으로 한 슬랑오르는 1972년부터 1986년까지 말레이시아 컵에서 10회 우승을 달성하는 등 말레이시아의 대표적인 클럽으로 자리잡았다.
또 1982년에는 디에고 마라도나가 이끄는 아르헨티나의 보카 주니어스와의 친선 경기에 참가하였고 목타르와 마라도나 두 선수 모두 경기에서 등 번호 10번을 달았다. 이후 1986년 말레이시아 컵 우승 이후 선수 은퇴를 선언했으나 1987년 1월에 복귀하였고 1988년에 RHB 뱅크의 전신인 쿠옹익 은행 축구팀에 높은 주급을 받고 플레잉코치로 활약했다. 코치 시절에는 친정팀인 슬랑오르 팀에 대한 애착을 잊지 않고 축구 기술을 전수하기도 했다.

## 국가대표팀 경력
19세 때인 1972년에 말레이시아 국가대표로 발탁되어 같은 해 6월 5일에 스리랑카와의 자카르타 창립 기념 축구 대회 경기를 통해 A매치에 데뷔하였다. 1974년에는 테헤란에서 열린 아시안 게임에 말레이시아 대표로 참가하여 필리핀전에서 5골을 넣는 활약을 보이며 동메달을 획득하였다. 
이후 1977년, 1979년 동남아시아 경기 대회에서 금메달을 획득하는 등 말레이시아 축구 대표팀의 주력 선수로 활약하였다. 또 말레이시아에서 열리는 국제 축구 대회인 메르데카 대회에서도 활약하여 4회 우승에 기여했다. 또한 1976년 AFC 아시안컵에도 말레이시아 대표로 참가하였으며, 중국과의 경기에서 1골을 기록했다. 말레이시아 대표팀은 이 대회에서 5위를 기록했다. 
목타르를 앞세운 말레이시아 대표팀은 모스크바에서 열릴 1980년 하계 올림픽의 축구 종목 출전권을 획득하였으나 말레이시아가 보이콧에 동조하면서 불참하였다.
1975년에는 말레이시아 리그 선발팀의 일원으로 발탁되어 잉글랜드의 축구 클럽인 아스널 FC와 경기를 하여 2골을 넣어 2-0 승리로 이끌며, 잉글랜드 축구계에 주목을 받았다. 이러한 활약으로 스페인의 명문 축구 클럽인 레알 마드리드 CF에게 입단 제의가 들어왔으나 슬랑오르와 말레이시아에 대한 애착심을 이유로 이를 거부했다. 1978년에는 보비 롭슨이 감독을 맡은 잉글랜드 B 대표팀 과의 친선 경기에서 조 코리건을 제치고 동점골을 성공시키며 팀의 2-2 무승부를 이끌어냈다. 이 경기 이후로 잉글랜드의 축구 선수인 고든 힐은 목타르에 대해 "말레이시아의 영웅"이라고 평가했다.
1981년 동남아시아 경기 대회 이후 1982년에 말레이시아 대표팀 은퇴를 선언했다. 이후 1984년 메르데카 대회 참가 요청을 받고 다시 대표팀에 복귀했으나 경기에 출전하지 못했다. 1985년에는 대한민국과의 FIFA 월드컵 지역 예선 경기에 출전했고, 1988년 하계 올림픽을 앞둔 올림픽 대표팀 시범 경기를 뛴 후 국가대표팀에서 완전히 은퇴하였다.

## 개인사와 죽음
목타르는 자리나 빈티 이브라힘과 10년간의 교제 끝에 결혼하였고, 장녀 누르 아제라, 장남 모드 레자, 차녀 누르 아리나를 낳았다.
1989년 목의 통증으로 고통을 호소하다가 병원에서 근위축성 측삭경화증 진단을 받았다. 이는 자신의 아내 외에는 외부에 공개되지 않았으며 3년 간의 투병 끝에 1991년 슬랑오르주의 수방자야의 수방자야 의료 센터에서 37세의 나이로 사망했다.
그의 사인은 오랫동안 공개되지 않다가 2010년 8월 13일에 목타르의 유족과 친구들의 협조로 제작되어 내셔널 지오그래픽 채널을 통해 방영된 다큐멘터리인 《슈퍼모흐에 대해 이야기하지 않은 진실》을 통해 밝혀졌다. 유해는 슬랑오르주의 암팡자야에 위치한 타만 케라맛 무슬림 묘지에 안장되었다.

## 수상

### 클럽
슬랑오르 FA
- 말레이시아 1부 리그 우승: 1984(1회)
- 말레이시아 컵 우승: 1972, 1973, 1975, 1976, 1978, 1979, 1981, 1982, 1984, 1986(10회)
- 차리티 컵 우승: 1984,1985, 1987(3회)

### 국가대표팀
- 아시안 게임: 동메달(1974)
- 메르데카 대회 우승: 1973, 1974, 1976, 1979
- 동남아시아 경기 대회 금메달: 1977, 1979 은메달: 1981

### 개인
- 말레이시아 올해의 스포츠 선수(1978)
- 말레이시아 득점왕(1972)
- AFC 센추리 클럽상
- 월드 사커 선정 최고의 아시아 공격수(1975)

## 같이 보기
- A매치 100경기 이상 출전한 축구 선수 명단
- 원클럽맨 명단